# Bolboceratex posticatus
Bolboceratex posticatus är en skalbaggsart som beskrevs av Karl Henrik Boheman 1860. Bolboceratex posticatus ingår i släktet Bolboceratex och familjen Bolboceratidae. Inga underarter finns listade.